# Горішньо-Плавнівське родовище
Горішньо-Плавнівське родовище (існують також написання Горішньо-Плавнинське, Горішнє-Плавнинське та Горішне-Плавнинське) належить до Кременчуцької магнітної аномалії (Саксаганської світи) і розробляється Полтавським ГЗК. Знаходиться у місті Горішні Плавні.

## Опис
Довжина покладу на Горишнє-Плавнинському родовищі складає близько 3 км. Потужність покладу в кондиційному контурі змінюється від 50-60 м в північній його частині до 270 м в південній і в середньому становить 115 м.
Потужність рихлих відкладень змінюється від 4 до 43 м, в середньому складаючи 22 м. Встановлена бурінням максимальна глибина поширення рудного покладу становить 960 м.
Запаси залізняку становлять 1167060 тон.

## Історія
Розробляється з 1963 року. 29 липня 1997 року Полтавському ГЗК виданий дозвіл на видобування залізистих кварцитів терміном 20 років (у 2017 році продовжений до 2037 року).